# Denis Vavilin
Denis Vladimirovič Vavilin (in russo Денис Владимирович Вавилин?; Samara, 4 luglio 1982) è un ex calciatore russo, di ruolo portiere.

## Carriera
Ha giocato quasi sempre nella seconda divisione russa eccetto tre stagioni con la maglia del Kryl'ja Sovetov Samara fra il 2011 ed il 2014 quando ha disputato 5 incontri in Prem'er-Liga.